# Laguna del Indio
La Laguna del Indio - Dique de los Españoles es un laguna peruana ubicada en el departamento de Arequipa. Tiene una extensión de
502 ha y una altitud de 4440 m. Se encuentra ubicada en la Reserva nacional de Salinas y Aguada Blanca. El 28 de octubre de 2003 fue designado sitio Ramsar.
Fue una laguna estacional que se volvió permanente con la construcción de un embalse para la distribución de agua para la ciudad de Arequipa y río abajo para la generación de energía hidroeléctrica.
La laguna es frecuentado por aves como ganso andino (Chloephaga melanoptera), el pato andino (Oxyura ferruginea), falaropo tricolor (Phalaropus tricolor) y pato crestón (Anas specularioides) y mamíferos como la llama, alpaca y vicuña.